# Giacinto Mercadante
Giacinto Mercadante (1778 – Altamura, XVIII-XIX sec.) è stato un militare italiano. Era il fratellastro del noto compositore Saverio Mercadante (1795-1870).

## Biografia
Giacinto Mercadante nacque ad Altamura nel 1778 circa da Giuseppe Mercadante e dalla signora Bovio; il suo fratellastro era il futuro compositore Saverio Mercadante. Giacinto Mercadante era anche un suonatore dilettante di chitarra e clarinetto. Come raccontato da Ottavio Serena, fu proprio da lui che il piccolo Saverio Mercadante apprese i rudimenti e sviluppò la sua passione per la musica.
Non è noto se abbia preso parte in modo diretto alla Rivoluzione altamurana, ma fu incarcerato per aver combattuto a Napoli contro i sanfedisti; la sua incarcerazione fu stabilita con risoluzione della Superiore Giunta di Stato datata 20 dicembre 1799. Informazioni relative alla sua età e al suo aspetto fisico sono riportate nelle "filiazioni dei rei di Stato" (pag. 41).

## Cariche
- IV Compagnia della "Guardia Nazionale di Napoli" (organizzata dal "Comitato militare della Municipalità di Napoli") durante la Repubblica Napoletana del 1799